# 雷太
雷太（らいた、1993年12月16日 - ）は、日本の俳優。埼玉県出身。身長186cm。フリーにて活動。

## 略歴
埼玉県立芸術総合高等学校　舞台芸術科、日本大学芸術学部 演劇学科卒。
特技のダンスを生かし俳優、モデル、DJとしてマルチに活躍中。趣味はバードウォッチング。鳥と音楽とダンスが大好き。
主な出演にミュージカル『テニスの王子様』3rdシーズン 比嘉中/知念寛役、「僕のヒーローアカデミア」The "Ultra”Stage 死柄木 弔役、梅棒 9th“RE”ATTACK『超ピカイチ！』江夏 淳役のほか、TVCM：『マクドナルド』、『Festaria』、『スカパー！オンデマンド』『マウスコンピューター』他、広告：『Amazonプライムミュージック』、WEB CM：『SMBC信託銀行プレスティア「GLOBAL PASS®」』、『しゃぶしゃぶ温野菜』等に出演。モデルとしては『Dolce&Gabbana』『adidas XBYO』そして『JOHNNIE HIGHBALL BAR with INSPIRATION CULT』や『DANCE@LIVE FINAL』ではDJとして出演するなど、マルチプレイヤーとして幅広く活動中。

## 人物
- 趣味は野鳥観察。自身も実家でぴいちゃんという名前のセキセイインコを飼っている。2021年11月15日、自身のTwitter[2]でズグロオトメインコを飼っていることを明かし、他にも2羽のチュウハシを飼っている。
- 本名である雷太という名前に因んで稲妻マークのついたグッズを集めている。
- 中学生の頃、ふと「ムーンウォークってなんだっけ？」と疑問に思い、調べたことによってマイケルジャクソンに惚れ込んだのが現在活動しているきっかけ。
- 2018年10月11日、ニコニコ動画にて【RAITA CHANNEL】[3]を設立。1ヶ月に一度か二度の頻度で生放送を行なっている。内容としてはフリートークやお絵かき、ゲーム配信、ゲストを招いてのトークなど。その才能による独創的な絵が話題を呼んでいる。
- ”雷太ママ”という親友がいる。雷太ママは、新宿歌舞伎町 ゴールデン街にひっそり佇む「スナックサンダー」のパンクでファビュラス、ちょっぴりおちゃめな名物ママ。[4]
- 2020年5月15日を初回とし、mixcloud[5]にて不定期でDJ配信を行っている他、Mixも公開中。
- 2020年8月17日、YouTubeチャンネル[6]を開設。ダンス動画やイベント動画の他、ゲーム生配信などを不定期で行っている。

## 出演

### 舞台
- Hello Mike produce 「新撰組あと始末記」（2015年7月1日 - 5日、築地本願寺ブディストホール）- 市村鉄之助 役[7]
- オペラ「アンドレア・シェニエ」（2016年4月14日 - 23日、新国立劇場）- ダンサー[8][9][10][11]
- Kamakaji GROUP THEATRE 第3回本公演【二十日鼠と人間～Of Mice and Men～】（2017年5月31日 - 6月4日、ウッディシアター中目黒）- レニー 役（主演）[12]
- ミュージカル『テニスの王子様』3rdシーズン -  知念寛 役
  - 青学vs比嘉（2017年12月21日 - 2018年2月18日、TOKYO DOME CITY HALL 他）[13]
  - 15周年記念コンサート Dream Live 2018（2018年5月5日 - 20日、神戸ワールド記念ホール 他）[14]
  - 全国大会 青学vs氷帝（2018年7月12日 - 9月24日、TOKYO DOME CITY HALL 他）[15]
  - TEAM Party SEIGAKU・HIGA（2018年10月18日 - 27日、AiiA 2.5 Theater Tokyo 他）[16]
  - 15周年記念 テニミュ文化祭（2018年11月3日・4日、サンシャインシティ 展示ホールA）[17]
  - 秋の大運動会 2019（2019年10月8日・9日、横浜アリーナ）[18]
  - Thank-you Festival 2020（2020年3月1日、カルッツかわさき ホール） - 14:00公演[19]
  - Dream Stream 前夜祭（2020年11月14日21:00配信）[20]
  - Dream Stream（2020年11月15日17:00公開）[21]
- 梅棒 9th “RE”ATTACK『超ピカイチ！』（2018年12月15日 - 2019年1月10日、東京グローブ座 他） - 江夏惇 役[22]
- 『僕のヒーローアカデミア』The “Ultra” Stage - 死柄木弔 役
  - 『僕のヒーローアカデミア』The “Ultra” Stage（2019年4月12日 - 6月9日、天王洲 銀河劇場 他）[23]
  - 『僕のヒーローアカデミア』The “Ultra” Stage 本物の英雄（ヒーロー）（2020年3月20日 - 27日、品川プリンスホテル ステラボール 他）[24]
  - 『僕のヒーローアカデミア』The “Ultra” Stage 本物の英雄（ヒーロー） PLUS ULTRA ver.（2021年12月3日 - 26日、TOKYO DOME CITY HALL 他）[25]
  - 『僕のヒーローアカデミア』The “Ultra” Stage 平和の象徴（2022年4月9日 - 5月8日、KAAT神奈川芸術劇場 他）[26]
- DARAN ACTORS SHOW CASE 「夢の値段」（2019年7月19日・20日、アクターズクリニック代々木スタジオ） - 健介 役（主演）[27]
- Living Room Musical スターのいるレストラン
  - Vol.10  7月のSMILE～アルプスの少女ゴリとハイパーステージの店員たち～（2019年7月29日 - 31日、eplus リビングルームカフェ＆ダイニング）[28]
  - vol.11 祝！6日間開催 女神たちのよろこびのうた 2019（2019年11月25日 - 30日、eplus リビングルームカフェ＆ダイニング）[29]
  - vol.12 スターのいるレストラン番外編 大晦日だよ！餅つきLIVE2019!（2019年12月31日、eplus リビングルームカフェ＆ダイニング）[30]
  - Living Room MUSICAL 大晦日エア餅つきLIVE2021！（2021年12月31日、eplus リビングルームカフェ＆ダイニング）[31]
  - vol.20 瑠璃色のリビミュ 歌う♪夏のハッピーウイルスたち（2022年 8月28日 - 31日[注 1]、eplus リビングルームカフェ＆ダイニング）[32]
- The Great Gatsby In Tokyo（2019年9月25日 - 10月1日） - ジェイ・ギャツビー  役（主演 - Wキャスト：Sapphireチーム）[33]
- WBB「トラベルモード」（2019年11月13日 - 24日、赤坂RED/THEATER） - ダルタニアン 役[34][35]
- Oh My Diner - オリビア 役
  - Oh My Diner（2020年11月7日 - 15日、品川プリンスホテル ステラボール）[36]
  - Oh My Diner ～踊るぶんぶん狂想曲～（2022年7月31日、品川プリンスホテル ステラボール）[37]
- ミュージカル『刀剣乱舞』 - 大典太光世 役
  - ー東京心覚ー（2021年3月7日 - 5月23日、TOKYO DOME CITY HALL 他）[38]
  - ～真剣乱舞祭2022～（2022年6月4日 - 26日、西日本総合展示場 新館 他）[39]
  - 江 おん すていじ ～新編 里見八犬伝～（2022年12月11日 - 2023年1月22日、日本青年館ホール 他）[40]
  - ㊇ 乱舞野外祭（2023年9月17日 - 2023年9月24日、富士急ハイランド・コニファーフォレスト）[41]
  - 江 おん すていじ ぜっぷつあー りぶうと（2025年5月3日 - 29日、Zepp DiverCity TOKYO 他）[42][43]
  - 目出度歌誉花舞 十周年祝賀祭（2025年7月29日・30日、東京ドーム）[44]
- Live Musical「SHOW BY ROCK!!」 -DO根性北学園編- 夜と黒のReflection（2021年8月21日 - 29日、天王洲 銀河劇場） - 双循 役[45]
- オダイバ!!超次元音楽祭-ヨコハマからハッピーバレンタインフェス2022-（2022年2月13日、ぴあアリーナMM） - ミュージカル『刀剣乱舞』大典太光世 役[46]
- STAGE FES 2022-2023（2022年12月31日、TACHIKAWA STAGE GARDEN）- Live Musical「SHOW BY ROCK!!」 DOKONJOFINGER 双循 役[47]
- OFFICE SHIKA PRODUCE「ダリとガラ」（2023年3月2日 - 26日、座・高円寺1 他）-  サルバドール・ダリ 役（主演）[48]
- 舞台『魔法使いの約束』祝祭シリーズ Part2（2023年7月8日 - 23日、天王洲 銀河劇場）- 吟遊詩人 役[49]
- OFFICE SHIKA PRODUCE「Operetta YAMA-INU」（2023年11月8日 - 12日、あうるすぽっと）[50]
- ミュージカル「ロミオ&ジュリエット」（2024年5月16日 - 6月10日、新国立劇場 中劇場 / 6月22日・23日、刈谷市総合文化センター / 7月3日 - 15日、梅田芸術劇場 メインホール） - パリス 役[51]
- 劇団ホチキス 第49回本公演「スクールバス」（2024年8月15日 - 18日、東京芸術劇場 シアターウエスト）[52]
- R-System Cue.01「Birdman」（2024年12月13日 - 15日、浅草花劇場）[53]
- 主役の椅子はオレの椅子 Season2（2025年1月23日 - 26日、品川プリンスホテル クラブeX） - 白川雄聖 役[54][55]
- CCCreation Presents 舞台「黒蜥蜴〜Burlesque KUROTOKAGE〜」（2025年2月8日 - 16日、こくみん共済 coop ホール/スペース・ゼロ） - 明智小五郎 / 黒蜥蜴 役（主演 - トリプルキャスト）[56][57]
- 劇団ホチキス 第50回本公演「妻らない極道たち」（2025年4月2日 - 6日、こくみん共済 coop ホール/スペース・ゼロ / 4月20日、メニコン シアターAoi）[58]
- 遠山ドラマティア「illuminaTe The Room」（2025年5月17日、シアターグリーン BIG TREE THEATER）[59][60]
- Fantasy Musical「バースデー」（2025年6月20日 - 29日、品川プリンスホテル ステラボール）[61]
- ミュージカル「マリー・キュリー」（2025年10月25日 - 11月9日〈予定〉、天王洲 銀河劇場 / 11月28日 - 30日〈予定〉、梅田芸術劇場 シアター・ドラマシティ） - ルーベン 役[62]

### イベント
- 橋本真一バースデーイベント「S-LIVE by SEチャンネル」[63]（2019年6月29日、アレイホール） - 夜の部
- 写真作品展企画 「SSH Photo Exhibition Vol.9」[64][65][66][67][68][69]（2019年8月7日 - 8月11日、メインギャラリー：Gallery Triplet、オフギャラリー：自由が丘バーガー 青山店） - モデル
- 岩城直弥個人イベント「岩城直弥 納涼会」[70][71]（2019年8月13日、きゅりあん 小ホール - １部）
- 俳優✖︎カラオケ✖︎公開収録イベント「俳カラ！」[72][73][74][75][76][77]（2019年10月19日、四谷区民ホール） -  昼の部：雷太／夜の部：雷太ママ
- 定本楓馬バースデーイベント「定本楓馬 Birthday Event 2019」[78][79]（2019年11月18日、アイリスホール）
- 上田悠介個人イベント「Surely Xmas」[80][81]（2019年12月1日、ツインテールセミナールーム）- 2部 12:30-14:00
- ジョニーウォーカー コンセプトバー「JOHNNIE HIGHBALL BAR with INSPIRATION CULT」[82][83]（2019年12月7日15:30〜17:20、渋谷MODI 1階特設ブース） - DJ RAITA
- 園村将司バースデーイベント「BIRTHDAY SPECIAL EVENT 2020」[84][85]（2020年2月8日、赤坂チャンスシアター） - 3部　園村 将司バレンタインside
- 雷太ママ無観客配信イベント「MAMA’S NIGHT 〜濃”密”体験❤︎アナタのアタシのディスタンス〜」[86]（2020年9月26日） - コメント動画出演
- 無観客配信イベント「RAITA DARAKE」[87]（2021年6月27日）
- 写真作品展示企画「SSH The Exhibition vol.16」ゲストモデル[88][89][90][91]（2021年7月21日 - 23日、instagram（@ssh.exhibition）にてオンライン展示）
- 無観客配信イベント「RAITA FRIDAY CLUB」[92]（2021年10月29日 ミュージック配信サービス「mahocast」より配信）
- ニコ生『2.5次元 やっぱニコメン』年末年始しょばみゅどこ北公演生コメンタリーよろしくおねがいしまーーースペシャル!!!![93][94]（2022年1月3日）
- RAITA BIRTHDAY & NEW YEAR PARTY[95]（2022年1月16日、横浜YTJホール）
- 佐藤祐吾個人イベント「佐藤祐吾と心理学のお勉強"New year event"」 ゲスト[96][97][98]（2022年1月23日、キンケロ・シアター）
- 小西成弥 ファンミーティング No.3 ゲスト[99][100]（2021年7月18日、池袋マルチホール）
- 伊万里有 ファンミーティング 2021 ゲスト[101][102]（2021年9月25日、神田明神ホール）
- 第16回 ROOTOTEチャリティーイベント ～トートバッグで、みんなに笑顔を～[103][104]（2022年8月3日 - 15日 モンキーギャラリー(代官山)にて展示）
- 小西成弥 Birthday Event!! 2022 ゲスト[105][106]（2022年9月11日、A&Hホール）
- RAITA DARAKE #002[107]（2022年9月23日、横浜YTJホール）
- 写真作品展企画「SSH The Exhibition vol.19」ゲストモデル[108][109]（2022年10月21日 - 23日 カルトクラブスタジオ代官山にて展示）
- 無観客配信イベント「RAITA LIVE ~ for MY BIRTHDAY ~ 」[110]（2022年12月25日）
- ACTORS☆LEAGUE in Basketball 2022 2022（2022年 10月11日、東京体育館 メインアリーナ） - DJ RAITA

### 配信ゲスト
- ONSTAGE『川﨑優作のご注文はスマイルですか？』＜第2回＞JK2人による絶対にスマイルになる1時間！！！[111]（2019年1月13日）
- 岡本悠紀 Instagram Live[112][113]（2019年7月11日）
- ニコ生『橋本真一のShinichi Excelsior Channel』＃33[114][115]（2019年8月9日）
- YouTube『佐野瑞樹のトークチャンネル』生配信「WBB トラベルモード」[116][117] （2019年11月17日、赤坂RED/THEATERより）
- ONSTAGE『ながとの教えて！○○』【最終回】ながとの教えて！〇〇-雷太先生-[118][119]（2019年12月22日）
- ニコ生『MAKOTO CHANNEL』12 2020年新年あけましておめでとうスペシャル！[120][121]（2020年1月10日）
- ニコ生『MAKOTO CHANNEL』14 緊急ゲスト⚡雷太くん⚡[122][123]（2020年3月16日）
- ONSTAGE『うちでサクろう』【4日目】うちでサクろう Guest.雷太[124][125]（2020年5月22日）
- ONSTAGE『佐藤祐吾とお勉強会！』【6】佐藤祐吾とお勉強会！with雷太ｲﾝﾏｲﾊｰﾄ[126][127]（2020年5月27日）
- YouTube『さとうのごはん。【佐藤祐吾】』ゲーム配信「ど平日、真っ昼間の、DBD」[128]（2020年6月23日）
- YouTube『さとうのごはん。【佐藤祐吾】』ゲーム配信「ミュージカルデッドバイデイライトguest.雷太【デドミュ】」[129][130]（2020年7月8日）
- ニコ生『橋本真一のShinichi Excelsior Channel』#44[131][132]（2020年7月31日）
- YouTube『さとうのごはん。【佐藤祐吾】』ゲーム配信「雷太くんでどば」[133]（2020年11月24日）
- YouTube「伊万里有の『いまりんキッチン』#33」[134][135][136]（2022年1月12日）
- ニコ生 『キャストサイズチャンネル』『キャストサイズニュース』第140回[137]（2022年1月19日）
- 第百三十三回　刀剣乱舞2.5ラジオ（2022年2月6日）
- ニコ生 『キャストサイズチャンネル』『キャストサイズニュース』第147回[138]（2022年8月17日）

### 映画
- 短編映画 「細川先輩」（2013年） - 主演
- SCOOP！[139][140]（2015年）- DJ RAITA 役

### PV
- 東京ゲームショウ SONYブースオープニング
- トヨタ中国「TOYOTA Safety Sense」
- タカラベルモント「LebeL 2017 コンセプトムービー」（2017年）
- イオンクレジットサービス/A-REGI（2017年）

### ショー
- Lexus NX アートプロジェクト「Tokyo Shampoo Party by Leslie Kee」[141][142]（2014年9月18日、六本木ヒルズアリーナ）
- adidas originals「XBYO Launch Party Show」[143][144]（2016年12月21日）
- Dolce&Gabbana Alta Moda Collection 2017[145]（2017年）

### 広告
- H&M × ALEXANDER WANG *photographed by Leslie Kee[146]（2014年）
- ヨウジヤマモト「Ground Y Factory」photographed by Leslie Kee 渋谷パルコ[147]（2014年）
- スカパー！オンデマンド10日間限定無料キャンペーン広告[148]（2015年）
- DoCoMo dtv キャンペーン広告[149]（2015年）
- AXE BLACK COLLECTION[150]（2016年）
- Amazon Prime Music キャンペーン広告[151]（2018年）
- ARTISTIC&CO. Dr.Arrivo the Zeus イメージモデル[152][153]（2019年）

### TV/WEB CM
- マクドナルド「とんかつマックバーガー」[154]（2015年）
- アベイル「靴とデニムと男と女」（2015年）
- スカパー！オンデマンド10日間限定CM 「全力でお願いしてみた編」[155]（2015年）
- Festaria bijou SOPHIA 2015 Winter[156]（2015年）
- JRA「日本ダービー編」[157]（2015年）
- USJ「戦国・ザ・リアル」（2016年）
- Bリーグ TVCM[158]（2017年）
- Lebel タカラ ベルモント 2017 attack movie[159]（2017年）
- マクドナルド「プレミアムローストコーヒー」[160]（2017年）
- しゃぶしゃぶ温野菜「juicy&healthy」[161][162]（2017年）
- SK II（2017年）
- マウスコンピューター[163]（2018年）
- 【HIGEMEN AWARD】ヒゲメンアワード 2019 presented by Schick プロモーションビデオ[164]（2019年）
- ARTISTIC&CO.　商品プロモーションムービー[165][166]（2019年）
- SMBC信託銀行プレスティア「GLOBAL PASS®」WEB CM[167][168][169]（2019年）

### メディア掲載
- カンフェティ10月号『The Great Gatsby In Tokyo』[170]（2019年9月1日）

## 演出 / プロデュース
- ARTISTIC&CO.：商品プロモーションムービー[165][166]（2019年2月21日）
- 橋本真一さん：バースデーイベント「S-LIVE by SEチャンネル」ミニフォトブック[171]（2019年6月29日）
- 雷太ママ：無観客配信イベント「MAMA’S NIGHT 〜濃”密”体験❤︎アナタのアタシのディスタンス〜」[86][172][173][174][175][176][177][178]（2020年9月26日）
- 雷太ママ：イベント「MAMA’S NIGHT ～ 愛は木枯しの彼方に ...... ラヴ、いつまでも ～」[179][180][181]（2021年10月10日、P.A.R.M.S（パームス）秋葉原店）
- 雷太ママ：無観客配信イベント「MAMA'S LIVE ~ for OUR CHRISTMAS ~ 」（2022年12月25日）- 演出[182]
- 雷太ママ：MAMA’S NIGHT 〜 とりま、時代になるのがゥチらっしょ⤴︎⤴︎ 〜」（2023年10月8日）- 演出[183]

## グッズ
- RAITA GOOD DESIGN SHOP⚡︎　(2022年4月17日をもって閉鎖)
- 雷太ママの❤︎ファビュラス❤︎グッズコーナー[184]
- RAITA OFFICIAL SITE：GOODS[185]
- ASCENDED × 雷太 コラボレーションジュエリー「SUN＆MOON」[186]（2022年10月10日 - 31日 期間限定販売）